# Get Right
Get Right ist ein R&B-Song von Jennifer Lopez. Er wurde im Januar 2005 vorab aus ihrem vierten Studioalbum Rebirth ausgekoppelt und erreichte Platz 12 der Billboard Hot 100. Der Song wurde ein weltweiter Erfolg, unter anderem im Vereinigten Königreich, wo er Lopez’ zweiter Nummer-eins-Hit wurde.

## Hintergrund
Nach dem letzten Studioalbum This Is Me… Then und der gescheiterten Beziehung mit Ben Affleck nahm Lopez eine längere Auszeit. In dieser Zeit heiratete sie Marc Anthony. Erst als sie sich wieder bereit fühlte, arbeitete sie an ihrem vierten Album Rebirth.
Ursprünglich schrieb Rich Harrison das Lied zusammen mit Usher für dessen viertes Studioalbum Confessions (2004). Damals noch unter dem Titel Ride geschrieben, schaffte es der Song nicht auf das Album, da Usher sich für Take Your Hand entschieden hatte. Usher war nicht glücklich mit der Wahl der ersten Single für Jennifer Lopez’ Album Rebirth, zumal The Ride zwischenzeitlich ein beliebter Song geworden war. Rich Harrison beschloss, den Song für Lopez zu überarbeiten.
Der Beat blieb derselbe, doch der Text wurde abgeändert, damit er besser zu Lopez passte. Jedoch verwendete Lopez die Bridge des Usher-Songs. Als dies bekannt wurde, machten sich die DJs in den Clubs und im Radio einen Spaß daraus, die beiden Versionen nacheinander zu spielen.
Rich Harrison produzierte den Song zusammen mit Cory Rooney. Es handelte sich um den Eröffnungstrack des Albums Rebirth, erschien aber bereits am 4. Januar 2005, das Album folgte am 23. Februar. Neben der ursprünglichen Version enthält das Album außerdem eine weitere Version mit Gastrapper Fabolous. Eine erste Livevorstellung gab es am 22. Januar 2005 bei den NRJ Music Awards während der Midem in Cannes.

## Musikstil und Text
Get Right ist ein Upbeat-Dance- und R&B-Song mit Einflüssen aus dem Jazz und dem Funk. Die Hook basiert auf einem Sample von Maceo and the Macks Song Soul Power ’74‚ wobei es sich wiederum um einen Remix des James-Brown-Songs Soul Power handelte. Daher erhielt auch James Brown einen Songwriting-Credit. Über den gesamten Track ist eine Saxophon-Melodie gespielt.
Der Text ist eine Einladung an einen potenziellen Tanzpartner und arbeitet mit Verlockungen wie Tanz, Sex und Alkohol. Auf dem Remix mit Fabolous stellt dieser klar, dass er nicht „Mr. Right“ sei, sondern eher „Mr. Right Now“.

## Musikvideo
Die Regie zum Musikvideo führte Francis Lawrence, der bereits für Lopez’ Singles Waiting for Tonight und Play Videos gedreht hatte. Das Konzept des Videos war es, eine Art Tanz-Version von Robert Altmans Film Short Cuts (1993) zu drehen. Es sollte alle Momente vereinen, die in einem Club während eines Singletracks ablaufen könnten. Lopez spielt verschiedene Figuren in einem Nachtclub: einen DJ, eine Go-go-Tänzerin, einen Barkeeper, einen Nerd, ein schüchternes Mädchen, einen Superstar und andere Persönlichkeiten, die in den Club kommen.
Die Figuren werden am Anfang des Videos vorgestellt. Die „Ehefrau“ sympathisiert mit einem Freund, sie reden über die Arbeit und trinken dabei Wodka. Die Tänzerin tanzt auf der Bar und unterhält das Publikum. Der Superstar wird bewundert und fotografiert. Der Superstar hilft dem schüchternen Mädchen, die ihre Schüchternheit überwindet und dann neben der Go-Go-Tänzerin auf der Bar tanzt. Dadurch werden alle zum Tanzen angeregt, und Lopez übernimmt die Rolle als DJ.
Das Video wurde viermal bei den MTV Video Music Awards 2005 nominiert: als Best Dance Video, Best Direction, Best Choreography und Best Editing, allerdings gewann es keinen Award.

## Chartplatzierungen
Der Song wurde ein großer Erfolg. Er erreichte Platz 12 der Billboard Hot 100. Im Vereinigten Königreich wurde es Lopez’ zweiter Nummer-eins-Hit nach Love Don’t Cost a Thing aus dem Jahre 2001. In Deutschland und der Schweiz erreichte er die Top 10 und in Österreich Platz 11.
| ChartsChartplatzierungen       | Höchstplatzierung | Wochen |
| ------------------------------ | ----------------- | ------ |
| Deutschland (GfK)              | 7 (15 Wo.)        | 15     |
| Österreich (Ö3)                | 11 (17 Wo.)       | 17     |
| Schweiz (IFPI)                 | 3 (21 Wo.)        | 21     |
| Vereinigte Staaten (Billboard) | 12 (17 Wo.)       | 17     |
| Vereinigtes Königreich (OCC)   | 1 (17 Wo.)        | 17     |

| ChartsJahrescharts (2005)      | Platzierung |
| ------------------------------ | ----------- |
| Deutschland (GfK)              | 56          |
| Österreich (Ö3)                | 62          |
| Schweiz (IFPI)                 | 14          |
| Vereinigte Staaten (Billboard) | 82          |
| Vereinigtes Königreich (OCC)   | 23          |

## Auszeichnungen für Musikverkäufe
| Land/Region                  | Auszeichnungen für Musikverkäufe (Land/Region, Auszeichnung, Verkäufe) | Verkäufe  |
| ---------------------------- | ---------------------------------------------------------------------- | --------- |
| Australien (ARIA)            | 2× Platin                                                              | 140.000   |
| Frankreich (SNEP)            | Gold                                                                   | 200.000   |
| Mexiko (AMPROFON)            | Gold                                                                   | 30.000    |
| Neuseeland (RMNZ)            | Platin                                                                 | 10.000    |
| Vereinigte Staaten (RIAA)    | Gold (Single) · + Gold (Mastertone)                                    | 1.192.000 |
| Vereinigtes Königreich (BPI) | Platin                                                                 | 600.000   |
| Insgesamt                    | 4× Gold · 4× Platin ·                                                  | 2.172.000 |

Hauptartikel: Jennifer Lopez/Auszeichnungen für Musikverkäufe